# Malgachisation
La malgachisation est l'ensemble des processus d'adoption d'éléments de la culture malgache, en particulier la langue malgache.
Plus spécifiquement, il s'agit d'une politique mise en place par l'État malgache afin de gommer les effets de la période coloniale française, entre 1897 et 1960. 

## Histoire
Après l'indépendance du pays en 1960, la Première République maintient le français comme langue officielle. Mais, lors des troubles de 1971-1972, l'usage du français est critiqué par la population. C'est dans le cadre de la République démocratique malgache (1975-1992) que se met en place une politique de malgachisation.
Il s'agissait notamment de renforcer l'enseignement du malgache à l'école, au détriment du français, ou également de remplacer les noms coloniaux des villes par leur nom malgache d'avant la colonisation. Par exemple, Diego Suarez devient Antsiranana.
Certains articles font un bilan d'échec de la politique de malgachisation, parlant même de « traumatisme » pour ce qui est des méthodes employées alors.